# Pierre d'Aubusson
Pierre d'Aubusson (Le Monteil-au-Vicomte, 1423 – Rodi, 3 luglio 1503) è stato Gran Maestro dell'Ordine degli Ospitalieri, cardinale e zelante oppositore dell'Impero ottomano.
Pierre probabilmente aderì all'Ordine nel 1444 o nel 1445 e lasciò la madrepatria Francia per Rodi.

## I primi anni
Pierre d'Aubusson nacque nel Castello di Le Monteil (attuale: Le Monteil-au-Vicomte, nel dipartimento francese della Creuse), quinto figlio di Jean d'Aubusson. Suo fratello maggiore, Antoine, aveva avuto una brillante carriera militare al servizio di Carlo VII e Luigi XI, re di Francia, e gli altri tre fratelli minori erano divenuti vescovi.

## Gran Maestro dell'Ordine e cardinale
Pierre d'Aubusson venne eletto  "Gran Priore" della "Langue d'Auvergne" all'inizio del 1476. Nel giugno del 1476, venne eletto Gran Maestro dell'Ordine, dopo essersi legato strettamente alla figura del Gran Maestro predecessore, Pietro Raimondo Zacosta, e dopo essere stato il responsabile delle riparazioni e delle modernizzazioni delle fortificazioni della città di Rodi, e di altri castelli posti sulle isole del Dodecaneso, compreso lo "Château Saint Pierre" ad Alicarnasso (attuale Bodrum, in Turchia).
Nel 1486 fu da papa Innocenzo VIII creato cardinale, e dal 1489 alla morte fu titolare della diaconia di Sant'Adriano al Foro.

## L'assedio di Rodi

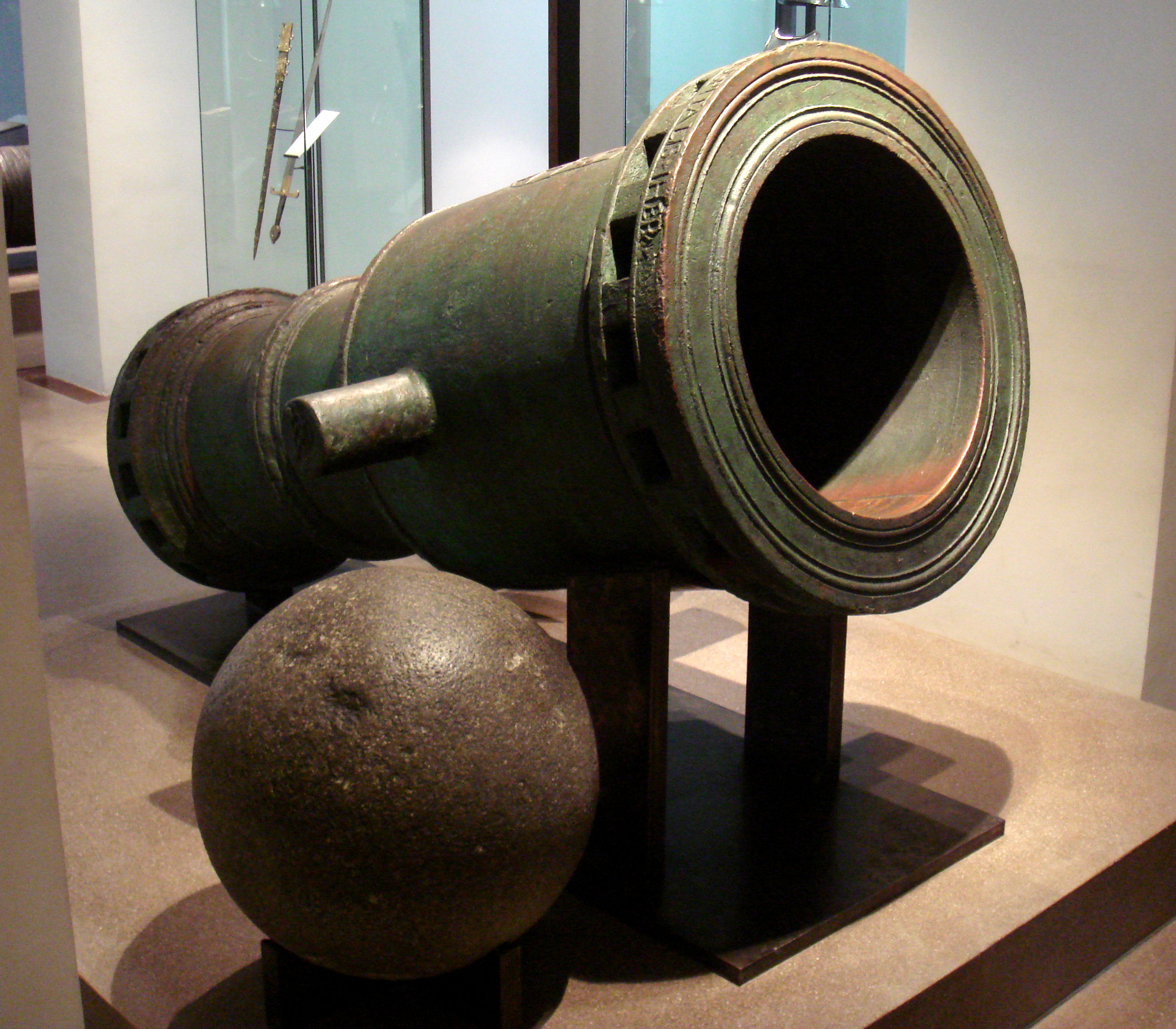
Bombarda-Mortaio dei Cavalieri Ospitalieri, Rodi, 1480-1500. Questa è la bombarda più grande conosciuta nella storia. Fusa su richiesta di Pierre d'Aubusson, la bombarda venne utilizzata per la difesa ravvicinata delle mura della città (100-200 metri). Essa poteva lanciare dei proiettili di granito di 260 kg. La bombarda ha un peso di 3.325 kg.

Il sultano Maometto II riprese i propri scontri con l'Europa. Nel maggio 1480 una grande flotta ottomana apparve presso le coste di Rodi, tentando di invadere l'isola con più di 100.000 uomini al comando di Miseh Pacha (originariamente un greco con il nome di Michele Paleologo che si era convertito all'islam dopo la conquista di Bisanzio da parte dei turchi).
I cavalieri Ospitalieri vennero rinforzati dalla Francia con 500 cavalieri e 2000 soldati al comando del fratello di Pierre, Antoine d'Aubusson. L'assedio proseguì sino all'agosto di quell'anno. Dopo ben tre attacchi fallimentari, i turchi si ritirarono, lasciando sul campo 9000 morti. L'assedio, nel quale Pierre d'Aubusson era stato ferito tre volte, contribuì indubbiamente a glorificare la sua persona nelle corti d'Europa.
Il sultano Maometto II era furioso e avrebbe voluto attaccare nuovamente l'isola, ma a causa della sua morte nel 1481, l'impresa si arenò. La sua successione venne disputata tra i suoi figli, Bayezid e Cem. Quest'ultimo, dopo la sua sconfitta per mano di Bayezid, cerò ed ottenne rifugio a Rodi sotto il salvacondotto del Gran Maestro e del Generale del Convento dell'Ordine.
Non considerando però l'isola sufficientemente sicura per un così pericoloso ospite, Cem venne inviato a Bourganeuf in Francia dove venne posto sotto la salvaguardia di Guy de Blanchefort, nipote di Pierre d'Aubusson.

## La salvaguardia di Cem
D'Aubusson accettò il pagamento di 45.000 ducati dal Sultano Bayezid, il quale temeva che il fratello sarebbe stata una valida arma nelle mani dei cristiani, contro l'Impero turco.
D'Aubusson, nel 1489, ottenne la porpora cardinalizia e il potere di continuare a gestire l'ordine senza l'interferenza del Papa. Inoltre, l'Ordine ricevette anche la salvaguardia dell'Ordine del Santo Sepolcro, e che comprendeva anche molte commende in Italia, un tempo proprietà dei Cavalieri di San Lazzaro.

## Gli ultimi anni
Gli ultimi anni della sua vita, Pierre d'Aubusson li spese tentando di riportare in auge l'originaria disciplina dell'ordine e organizzando nuove crociate contro i turchi. Il Rinascimento, ad ogni modo, con papi come Rodrigo Borgia sul trono di San Pietro, non fu favorevole alle sue imprese.
La morte di Cem, nel 1495 aveva tolto all'ordine la più importante carta da giocare contro il sultano e quando, nel 1501 d'Aubusson inviò una spedizione contro Mitilene, si trovò in difficoltà maggiori. In questi ultimi anni, inoltre, estirpò l'Ebraismo da Rodi, espellendo tutti gli ebrei adulti e battezzando i loro figli.